# Kuusamo
Kuusamo es una ciudad de Finlandia.
Está ubicada en la región de Ostrobothnia del Norte. Cuenta con una población de 15.740 habitantes (2015)  y una superficie de 5804,91 km² (de los cuales 831,89 km² son agua). La densidad es de 3,16 habitantes por km².